# N-D-S 75 Zelený

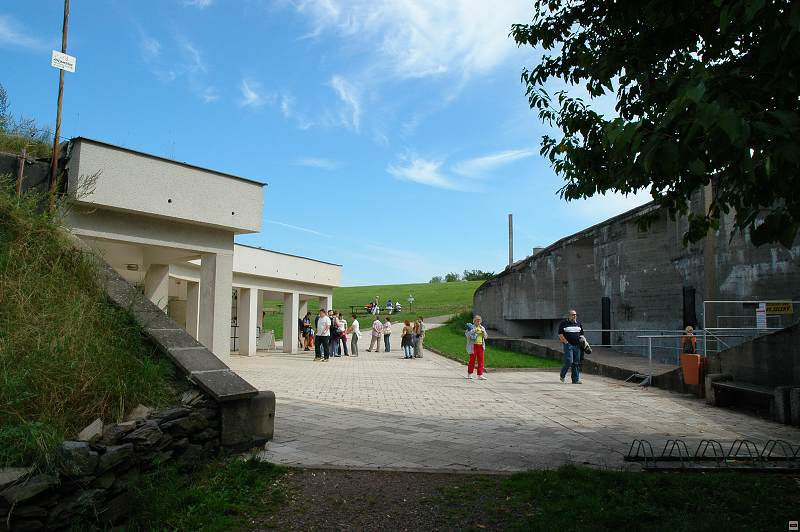
Srub Zelený a budova muzea

N-D-S 75 Zelený je dělostřelecký srub, součást tvrze Dobrošov.

## Historie
Srub byl částečně dokončen až po mobilizaci. Zvony a výzbroj nikdy osazeny nebyla. Hlavní střílny pro houfnice byly ukořistěny v padesátých letech národním podnikem Kovošrot.

## Současnost
Dnes je srub součástí Muzea československého opevnění a slouží jako vstup do podzemí tvrze. Zelený je jediný dělostřelecký srub přístupný veřejnosti. V bojovém patře jsou k vidění dvě makety houfnic, které vyrobili filmaři pro natáčení filmu režiséra Otakara Vávry Dny zrady. Natáčelo se hlavně na tvrzi Hanička. Na tvrzi Dobrošov se v roce 1979 natáčelo několik scén z maďarského sci-fi filmu Pevnost.

## Parametry
N-D-S 75 „Zelený“ je tvrzový dělostřelecký srub levostranný, postaven v IV. stupni odolnosti. Pro objekt se počítalo s osádkou 86 mužů.

## Výzbroj
směrem do údolí (levá strana)
- 3xY
- pancíř ZN 3-4

směrem k Dobrošovu (pravá strana)
- pancíř ZN 3-3

další výzbroj
- 1 N
- 4 granátové skluzy

## Přístup
- od muzejního parkoviště nad Dobrošovem asi 200 metrů po polní cestě

## Okolní objekty
- N-D-S 72 Můstek
- N-D-S 73 Jeřáb
- N-S 78 Polsko

## Galerie

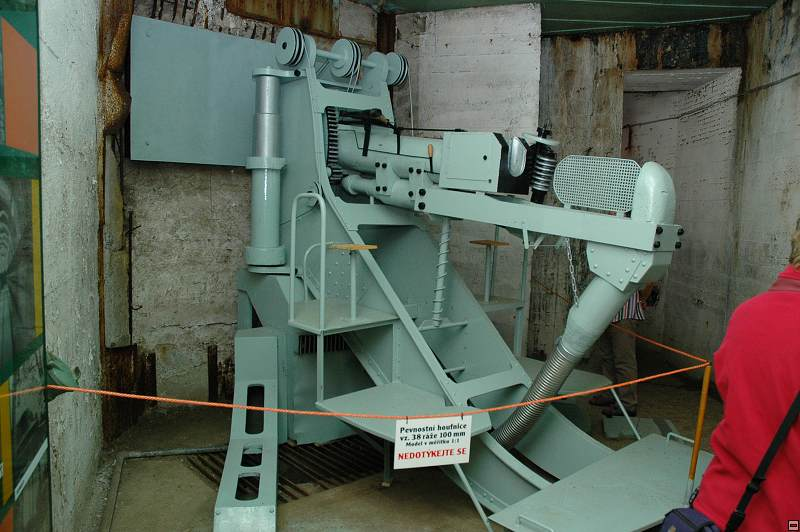
Dřevěná maketa houfnice vz. 36 (zbraň Y)
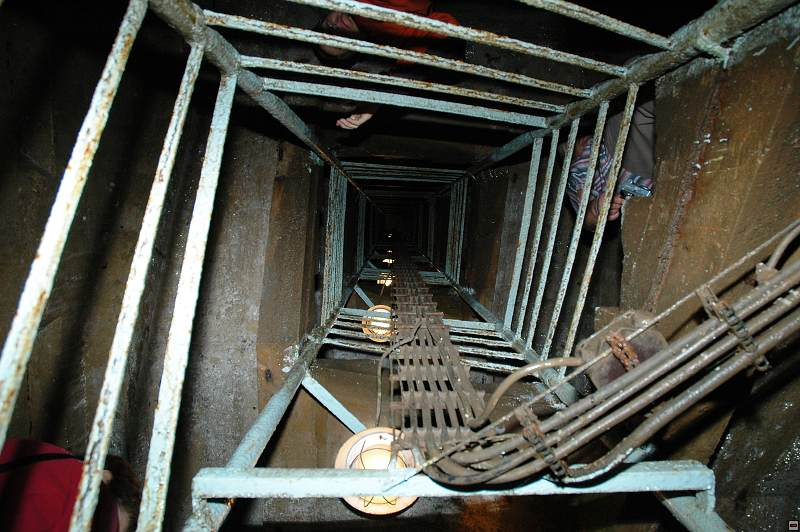
Schodiště